# Associerad stat
En associerad stat (eller fritt ansluten stat) är en mindre stat i union med en större stat. Det folkrättsliga förhållandet kan liknas vid en konfederation mellan frivilliga parter och vilar på ett fördrag. Den associerade staten har antingen full suveränitet eller autonomi med rätt att välja suveränitet. Flertalet av de associerade staterna är tidigare kolonier eller protektorat. De skall inte förväxlas med avhängiga territorier eller autonoma regioner.

## Nutida associationer

### Nya Zeeland
Fritt associerade:
- Cooköarna
- Niue

### Storbritannien
Kronbesittningar:
- Guernsey
- Isle of Man
- Jersey

### USA
Samväldesterritorier:
- Nordmarianerna
- Puerto Rico

Fritt associerade:
Enligt Compact of Free Association (COFA).
- Marshallöarna, FN-medlem 1991
- Mikronesiska federationen, FN-medlem 1991
- Palau, FN-medlem 1994

## Historiska associationer

### Storbritannien
Associated Statehood Act ingicks 1967 med sex dåvarande kolonier sammanslutna i West Indies Associated States.
- Antigua och Barbuda till 1981.
- Dominica till 1978.
- Grenada till 1974.
- Saint Christopher-Nevis-Anguilla till 1983.

Sedan 1980 delat i det utomeuropeiska territoriet Anguilla samt Saint Kitts och Nevis.
- Saint Lucia till 1979.
- Saint Vincent och Grenadinerna till 1979.

## Samarbetsavtal
Liknande förhållanden är de långtgående samarbetsavtal som flera mikrostater träffat med större grannländer.
- Andorra med Frankrike och Spanien sedan 1994.
- Liechtenstein med Schweiz sedan 1923.
- Monaco med Frankrike sedan 1963.
- Nauru med Australien sedan 2004.
- San Marino med Italien sedan 1862.